# Bilan saison par saison du Spartak Moscou
Cet article présente le bilan par saison du Spartak Moscou, à savoir ses résultats en championnat, coupes nationales et coupes européennes depuis 1936.

## Histoire
Faisant partie des sept équipes fondatrices du championnat soviétique de première division en 1936, le Spartak s'impose rapidement comme une de ses équipes phares, en remportant la compétition dès sa deuxième édition à l'automne 1936. Il remporte ensuite les éditions 1938 et 1939, effectuant dans la foulée deux doublés en remportant également la coupe nationale ces deux années. Après la suspension du championnat entre 1941 et 1944 du fait de la Seconde Guerre mondiale, le club s'essouffle temporairement durant la fin des années 1940, bien que remportant tout de même trois coupes en 1946, 1947 et 1950. Il connaît une nouvelle dynamique positive à partir de 1952 en remportant son quatrième championnat avant d’enchaîner dès l'année suivante puis de remporter deux autres titres en 1956 et 1958, effectuant un nouveau doublé cette dernière année.
L'équipe devient par la suite plus inconstante et enchaîne les saisons en haut et milieu de classement, remportant tout de même un huitième puis un neuvième titre en 1962 et en 1969 et trois nouvelles coupes en 1963, 1965 et 1971. La situation se détériore cependant durant l'année année 1976 qui voit le club finir avant-dernier à l'issue du championnat d'automne et connaître ainsi sa seule et unique relégation en date. Remontant dès l'année suivante, le Spartak entame alors une nouvelle période faste qui s'étend jusqu'à la fin de l'ère soviétique et voit le club engranger trois titres de champion en 1979, 1987 et 1989 pour porter son total final à douze championnats remportés, à une unité du Dynamo Kiev, ainsi qu'une dixième et dernière Coupe d'URSS en 1992 qui lui permet d'être l'équipe la plus titrée de la compétition à sa disparition.
Après la fin des compétitions soviétiques et l'établissement du championnat russe en 1992, le Spartak s'y impose immédiatement comme l'équipe dominante, remportant neuf des dix premières éditions entre 1992 et 2001 ainsi que trois coupes nationales en 1994, 1998 et 2003. À la fin de cette période cependant, le club connaît une période vide s'étalant sur une grande partie des années 2000 et 2010 qui le voit enchaîner les places de milieu de classement et places d'honneur en championnat, avec cinq deuxième places entre 2005 et 2012. Il met finalement fin à cette période en remportant son dixième championnat russe à l'issue de la saison 2016-2017.

## Bilan par saison

### Légende du tableau
| Champion / Vainqueur | Deuxième / Finaliste | Troisième | Promotion | Relégation |

- C1 = Coupe des clubs champions européens (jusqu'en 1992) puis Ligue des champions (depuis 1992)
- C2 = Coupe des coupes (1960-1999)
- C3 = Coupe des villes de foires (1955-1971) puis Coupe UEFA (1971-2009) puis Ligue Europa (depuis 2009)
- CI = Coupe Intertoto (1995-2008)

### Période soviétique
| Saison           | Championnat | Championnat             | Championnat             | Championnat             | Championnat             | Championnat             | Championnat             | Championnat             | Championnat             | Championnat             | Coupe d'URSS            | Coupe d'Europe          | Coupe d'Europe          | Meilleur(s) buteur(s)                                        | Meilleur(s) buteur(s)   | Entraîneur(s)                         |
| Saison           | Division    | Pos                     | Pts                     | J                       | V                       | N                       | D                       | BP                      | BC                      | Diff                    | Coupe d'URSS            | C                       | Résultat                | Joueur                                                       | Buts                    | Entraîneur(s)                         |
| ---------------- | ----------- | ----------------------- | ----------------------- | ----------------------- | ----------------------- | ----------------------- | ----------------------- | ----------------------- | ----------------------- | ----------------------- | ----------------------- | ----------------------- | ----------------------- | ------------------------------------------------------------ | ----------------------- | ------------------------------------- |
| 1936 (printemps) | 1re         | 3e                      | 13                      | 6                       | 3                       | 1                       | 2                       | 12                      | 7                       | +5                      | Quarts de finale        | —                       | —                       | Gueorgui Glazkov                                             | 5                       | Antonín Fivébr (en)                   |
| 1936 (automne)   | 1re         | 1er                     | 17                      | 7                       | 4                       | 2                       | 1                       | 19                      | 10                      | +9                      | Quarts de finale        | —                       | —                       | Gueorgui Glazkov                                             | 7                       | Mikhaïl Kozlov (ru)                   |
| 1937             | 1re         | 2e                      | 37                      | 16                      | 8                       | 5                       | 3                       | 24                      | 16                      | +8                      | Huitièmes de finale     | —                       | —                       | Leonid Roumiantsev                                           | 8                       | Konstantin Kvachnine (en)             |
| 1938             | 1re         | 1er                     | 39                      | 25                      | 18                      | 3                       | 4                       | 79                      | 19                      | +50                     | Vainqueur               | —                       | —                       | Alekseï Sokolov (ru)                                         | 18                      | Konstantin Kvachnine (en)             |
| 1939             | 1re         | 1er                     | 37                      | 26                      | 14                      | 9                       | 3                       | 58                      | 23                      | +35                     | Vainqueur               | —                       | —                       | Viktor Semionov (ru)                                         | 18                      | Piotr Popov (ru)                      |
| 1940             | 1re         | 3e                      | 31                      | 24                      | 13                      | 5                       | 6                       | 54                      | 35                      | +19                     | —                       | —                       | —                       | Viktor Semionov (ru)                                         | 14                      | Vladimir Gorokhov (en)                |
| 1941-1943        | 1re         | Seconde Guerre mondiale | Seconde Guerre mondiale | Seconde Guerre mondiale | Seconde Guerre mondiale | Seconde Guerre mondiale | Seconde Guerre mondiale | Seconde Guerre mondiale | Seconde Guerre mondiale | Seconde Guerre mondiale | Seconde Guerre mondiale | Seconde Guerre mondiale | Seconde Guerre mondiale | Seconde Guerre mondiale                                      | Seconde Guerre mondiale | Seconde Guerre mondiale               |
| 1944             | 1re         | —                       | —                       | —                       | —                       | —                       | —                       | —                       | —                       | —                       | Demi-finales            | —                       | —                       | —                                                            | —                       | Konstantin Kvachnine (en)             |
| 1945             | 1re         | 10e                     | 15                      | 22                      | 6                       | 3                       | 13                      | 22                      | 44                      | -22                     | Huitièmes de finale     | —                       | —                       | Oleg Timakov (ru)                                            | 7                       | Piotr Isakov (en) Albert Volrat (ru)  |
| 1946             | 1re         | 6e                      | 21                      | 22                      | 8                       | 5                       | 9                       | 38                      | 40                      | -2                      | Vainqueur               | —                       | —                       | Ivan Konov (ru) Sergueï Salnikov                             | 9                       | Albert Volrat (ru)                    |
| 1947             | 1re         | 8e                      | 21                      | 24                      | 6                       | 9                       | 9                       | 34                      | 26                      | +8                      | Vainqueur               | —                       | —                       | Nikolaï Dementiev (en)                                       | 9                       | Albert Volrat (ru)                    |
| 1948             | 1re         | 3e                      | 37                      | 26                      | 18                      | 1                       | 7                       | 64                      | 34                      | +30                     | Finale                  | —                       | —                       | Ivan Konov (ru)                                              | 15                      | Konstantin Kvachnine (en)             |
| 1949             | 1re         | 3e                      | 49                      | 34                      | 21                      | 7                       | 6                       | 93                      | 43                      | +50                     | Demi-finales            | —                       | —                       | Nikita Simonian                                              | 26                      | Abram Dangoulov (ru)                  |
| 1950             | 1re         | 5e                      | 44                      | 36                      | 17                      | 10                      | 9                       | 77                      | 40                      | +37                     | Vainqueur               | —                       | —                       | Nikita Simonian                                              | 34                      | Abram Dangoulov (ru)                  |
| 1951             | 1re         | 6e                      | 31                      | 28                      | 13                      | 5                       | 10                      | 50                      | 35                      | +15                     | Quarts de finale        | —                       | —                       | Nikita Simonian                                              | 10                      | Abram Dangoulov (ru) Gueorgui Glazkov |
| 1952             | 1re         | 1er                     | 20                      | 13                      | 9                       | 2                       | 2                       | 26                      | 12                      | +14                     | Finale                  | —                       | —                       | Aleksei Paramonov                                            | 8                       | Vassili Sokolov                       |
| 1953             | 1re         | 1er                     | 29                      | 20                      | 11                      | 7                       | 2                       | 47                      | 15                      | +32                     | Quarts de finale        | —                       | —                       | Nikita Simonian                                              | 15                      | Vassili Sokolov                       |
| 1954             | 1re         | 2e                      | 31                      | 24                      | 14                      | 3                       | 7                       | 49                      | 26                      | +23                     | Huitièmes de finale     | —                       | —                       | Anatoli Iline                                                | 11                      | Vassili Sokolov                       |
| 1955             | 1re         | 2e                      | 33                      | 22                      | 15                      | 3                       | 4                       | 55                      | 27                      | +28                     | Demi-finales            | —                       | —                       | Nikolaï Parchine (en)                                        | 13                      | Nikolaï Gouliaïev                     |
| 1956             | 1re         | 1er                     | 34                      | 22                      | 15                      | 4                       | 3                       | 68                      | 28                      | +40                     | —                       | —                       | —                       | Nikita Simonian                                              | 16                      | Nikolaï Gouliaïev                     |
| 1957             | 1re         | 3e                      | 28                      | 22                      | 11                      | 6                       | 5                       | 43                      | 28                      | +15                     | Finale                  | —                       | —                       | Nikita Simonian                                              | 12                      | Nikolaï Gouliaïev                     |
| 1958             | 1re         | 1er                     | 32                      | 22                      | 13                      | 6                       | 3                       | 55                      | 28                      | +27                     | Vainqueur               | —                       | —                       | Anatoli Iline                                                | 20                      | Nikolaï Gouliaïev                     |
| 1959             | 1re         | 6e                      | 24                      | 22                      | 8                       | 8                       | 6                       | 32                      | 28                      | +4                      | —                       | —                       | —                       | Anatoli Isayev                                               | 8                       | Nikolaï Gouliaïev                     |
| 1960             | 1re         | 7e                      | 37                      | 30                      | 15                      | 7                       | 8                       | 52                      | 32                      | +20                     | Huitièmes de finale     | —                       | —                       | Anatoli Iline                                                | 13                      | Nikita Simonian                       |
| 1961             | 1re         | 3e                      | 40                      | 30                      | 16                      | 8                       | 6                       | 57                      | 34                      | +23                     | Huitièmes de finale     | —                       | —                       | Galimzian Khoussaïnov                                        | 14                      | Nikita Simonian                       |
| 1962             | 1re         | 1er                     | 47                      | 32                      | 21                      | 5                       | 6                       | 61                      | 25                      | +36                     | Huitièmes de finale     | —                       | —                       | Iouri Sevidov (en)                                           | 16                      | Nikita Simonian                       |
| 1963             | 1re         | 2e                      | 52                      | 38                      | 22                      | 8                       | 8                       | 65                      | 33                      | +22                     | Vainqueur               | —                       | —                       | Iouri Sevidov (en)                                           | 15                      | Nikita Simonian                       |
| 1964             | 1re         | 8e                      | 32                      | 30                      | 12                      | 8                       | 12                      | 34                      | 32                      | +2                      | Demi-finales            | —                       | —                       | Iouri Sevidov (en)                                           | 6                       | Nikita Simonian                       |
| 1965             | 1re         | 8e                      | 32                      | 32                      | 10                      | 12                      | 10                      | 28                      | 26                      | +2                      | Vainqueur               | —                       | —                       | Galimzian Khoussaïnov Valeri Reinhold (en)                   | 5                       | Nikita Simonian                       |
| 1966             | 1re         | 4e                      | 42                      | 36                      | 15                      | 12                      | 9                       | 45                      | 41                      | +4                      | Quarts de finale        | —                       | —                       | Nikolaï Osyanin                                              | 15                      | Nikolaï Gouliaïev                     |
| 1967             | 1re         | 7e                      | 40                      | 36                      | 13                      | 14                      | 9                       | 38                      | 30                      | +8                      | Seizièmes de finale     | C2                      | Deuxième tour           | Galimzian Khoussaïnov                                        | 8                       | Sergueï Salnikov Nikita Simonian      |
| 1968             | 1re         | 2e                      | 52                      | 38                      | 21                      | 10                      | 7                       | 64                      | 43                      | +21                     | Seizièmes de finale     | —                       | —                       | Galimzian Khoussaïnov                                        | 15                      | Nikita Simonian                       |
| 1969             | 1re         | 1er                     | 43                      | 26                      | 19                      | 5                       | 2                       | 40                      | 11                      | +29                     | Seizièmes de finale     | —                       | —                       | Nikolaï Osyanin                                              | 16                      | Nikita Simonian                       |
| 1970             | 1re         | 3e                      | 38                      | 32                      | 12                      | 14                      | 6                       | 45                      | 25                      | +20                     | Quarts de finale        | —                       | —                       | Galimzian Khoussaïnov                                        | 12                      | Nikita Simonian                       |
| 1971             | 1re         | 6e                      | 31                      | 30                      | 9                       | 13                      | 8                       | 35                      | 31                      | +4                      | Vainqueur               | C1                      | Premier tour            | Nikolai Kiselev Djemal Silagadze (ru) Aleksandr Piskariov    | 5                       | Nikita Simonian                       |
| 1972             | 1re         | 11e                     | 26                      | 30                      | 8                       | 10                      | 12                      | 29                      | 30                      | -1                      | Finale                  | C2                      | Deuxième tour           | Viktor Papaïev (en) Valeri Andreïev (ru) Aleksandr Piskariov | 4                       | Nikita Simonian                       |
| 1973             | 1re         | 4e                      | 31                      | 30                      | 14                      | 8                       | 8                       | 37                      | 28                      | +9                      | Demi-finales            | C2                      | Quarts de finale        | Aleksandr Piskariov                                          | 12                      | Nikolaï Gouliaïev                     |
| 1974             | 1re         | 2e                      | 39                      | 30                      | 15                      | 9                       | 6                       | 41                      | 23                      | +18                     | Quarts de finale        | —                       | —                       | Aleksandr Piskariov                                          | 10                      | Nikolaï Gouliaïev                     |
| 1975             | 1re         | 10e                     | 28                      | 30                      | 9                       | 10                      | 11                      | 27                      | 30                      | -3                      | Quarts de finale        | C3                      | Premier tour            | Ievgueni Lovchev                                             | 8                       | Nikolaï Gouliaïev                     |
| 1976 (printemps) | 1re         | 14e                     | 10                      | 15                      | 4                       | 2                       | 9                       | 10                      | 18                      | -8                      | Seizièmes de finale     | C3                      | Troisième tour          | Ievgueni Lovchev Mikhaïl Boulgakov (ru) Iouri Pilipko (ru)   | 2                       | Anatoly Krutikov                      |
| 1976 (automne)   | 1re         | 15e                     | 13                      | 15                      | 5                       | 3                       | 7                       | 15                      | 18                      | -3                      | Seizièmes de finale     | —                       | —                       | Mikhaïl Boulgakov (ru)                                       | 6                       | Anatoly Krutikov                      |
| 1977             | 2e          | 1er                     | 54                      | 38                      | 22                      | 10                      | 6                       | 83                      | 42                      | +41                     | Huitièmes de finale     | —                       | —                       | Gueorgui Iartsev                                             | 17                      | Konstantin Beskov                     |
| 1978             | 1re         | 5e                      | 33                      | 30                      | 14                      | 5                       | 11                      | 42                      | 33                      | +9                      | Huitièmes de finale     | —                       | —                       | Gueorgui Iartsev                                             | 19                      | Konstantin Beskov                     |
| 1979             | 1re         | 1er                     | 50                      | 34                      | 21                      | 10                      | 3                       | 66                      | 25                      | +41                     | Quarts de finale        | —                       | —                       | Gueorgui Iartsev                                             | 14                      | Konstantin Beskov                     |
| 1980             | 1re         | 2e                      | 45                      | 34                      | 18                      | 9                       | 7                       | 49                      | 26                      | +23                     | Demi-finales            | —                       | —                       | Sergueï Rodionov                                             | 7                       | Konstantin Beskov                     |
| 1981             | 1re         | 2e                      | 46                      | 34                      | 19                      | 8                       | 7                       | 70                      | 40                      | +30                     | Finale                  | C1                      | Quarts de finale        | Youri Gavrilov                                               | 21                      | Konstantin Beskov                     |
| 1982             | 1re         | 3e                      | 41                      | 34                      | 16                      | 9                       | 9                       | 59                      | 35                      | +24                     | Phase de groupes        | C3                      | Deuxième tour           | Sergueï Chavlo                                               | 11                      | Konstantin Beskov                     |
| 1983             | 1re         | 2e                      | 45                      | 34                      | 18                      | 9                       | 7                       | 60                      | 25                      | +35                     | Huitièmes de finale     | C3                      | Troisième tour          | Youri Gavrilov                                               | 18                      | Konstantin Beskov                     |
| 1984             | 1re         | 2e                      | 45                      | 34                      | 18                      | 9                       | 7                       | 53                      | 29                      | +24                     | Quarts de finale        | C3                      | Quarts de finale        | Sergueï Rodionov                                             | 13                      | Konstantin Beskov                     |
| 1985             | 1re         | 2e                      | 46                      | 34                      | 18                      | 10                      | 6                       | 72                      | 28                      | +44                     | Huitièmes de finale     | C3                      | Troisième tour          | Sergueï Rodionov                                             | 14                      | Konstantin Beskov                     |
| 1986             | 1re         | 3e                      | 37                      | 30                      | 14                      | 9                       | 7                       | 52                      | 21                      | +31                     | Demi-finales            | C3                      | Troisième tour          | Sergueï Rodionov                                             | 17                      | Konstantin Beskov                     |
| 1987             | 1re         | 1er                     | 42                      | 30                      | 16                      | 11                      | 3                       | 49                      | 26                      | +23                     | Huitièmes de finale     | C3                      | Troisième tour          | Fiodor Tcherenkov Sergueï Rodionov                           | 12                      | Konstantin Beskov                     |
| 1988             | 1re         | 4e                      | 39                      | 30                      | 14                      | 11                      | 5                       | 40                      | 26                      | +14                     | Quarts de finale        | C3                      | Deuxième tour           | Sergueï Rodionov                                             | 12                      | Konstantin Beskov                     |
| 1989             | 1re         | 1er                     | 44                      | 30                      | 17                      | 10                      | 3                       | 49                      | 19                      | +30                     | Quarts de finale        | C1                      | Deuxième tour           | Sergueï Rodionov                                             | 16                      | Oleg Romantsev                        |
| 1990             | 1re         | 5e                      | 29                      | 24                      | 12                      | 5                       | 7                       | 39                      | 26                      | +13                     | Huitièmes de finale     | C3                      | Deuxième tour           | Valeri Shmarov                                               | 12                      | Oleg Romantsev                        |
| 1991             | 1re         | 2e                      | 41                      | 30                      | 17                      | 7                       | 6                       | 57                      | 30                      | +27                     | Quarts de finale        | C1                      | Demi-finales            | Aleksandr Mostovoï Dimitri Radchenko                         | 13                      | Oleg Romantsev                        |
| 1991             | 1re         | 2e                      | 41                      | 30                      | 17                      | 7                       | 6                       | 57                      | 30                      | +27                     | Vainqueur               | C1                      | Demi-finales            | Aleksandr Mostovoï Dimitri Radchenko                         | 13                      | Oleg Romantsev                        |

1. ↑  Ne prend en compte que les statistiques en championnat.

### Période russe
| Saison    | Championnat | Championnat | Championnat | Championnat | Championnat | Championnat | Championnat | Championnat | Championnat | Championnat | Coupe de Russie     | Coupe d'Europe | Coupe d'Europe       | Meilleur(s) buteur(s)                                           | Meilleur(s) buteur(s) | Entraîneur(s)                                                       |
| Saison    | Division    | Pos         | Pts         | J           | V           | N           | D           | BP          | BC          | Diff        | Coupe de Russie     | C              | Résultat             | Joueur                                                          | Buts                  | Entraîneur(s)                                                       |
| --------- | ----------- | ----------- | ----------- | ----------- | ----------- | ----------- | ----------- | ----------- | ----------- | ----------- | ------------------- | -------------- | -------------------- | --------------------------------------------------------------- | --------------------- | ------------------------------------------------------------------- |
| 1992      | 1re         | 1er         | 43          | 26          | 18          | 7           | 1           | 62          | 22          | +40         | —                   | C3             | Deuxième tour        | Dimitri Radchenko                                               | 12                    | Oleg Romantsev                                                      |
| 1993      | 1re         | 1er         | 53          | 34          | 21          | 11          | 2           | 81          | 18          | +63         | Seizièmes de finale | C2             | Demi-finales         | Vladimir Bestchastnykh                                          | 18                    | Oleg Romantsev                                                      |
| 1994      | 1re         | 1er         | 50          | 30          | 21          | 8           | 1           | 73          | 21          | +52         | Vainqueur           | C1             | Phase de groupes     | Vladimir Bestchastnykh                                          | 10                    | Oleg Romantsev                                                      |
| 1995      | 1re         | 3e          | 63          | 30          | 19          | 6           | 5           | 76          | 26          | +50         | Demi-finales        | C1             | Phase de groupes     | Valeri Shmarov                                                  | 16                    | Oleg Romantsev                                                      |
| 1996      | 1re         | 1er         | 75          | 35          | 22          | 9           | 4           | 72          | 35          | +37         | Finale              | C1             | Quarts de finale     | Andreï Tikhonov                                                 | 16                    | Gueorgui Iartsev                                                    |
| 1997      | 1re         | 1er         | 73          | 34          | 22          | 7           | 5           | 67          | 30          | +37         | Quarts de finale    | C3             | Deuxième tour        | Valeri Ketchinov (en)                                           | 11                    | Oleg Romantsev                                                      |
| 1998      | 1re         | 1er         | 59          | 30          | 17          | 8           | 5           | 58          | 27          | +31         | Vainqueur           | C1             | Troisième tour Q     | Ilya Tsymbalar                                                  | 10                    | Oleg Romantsev                                                      |
| 1998      | 1re         | 1er         | 59          | 30          | 17          | 8           | 5           | 58          | 27          | +31         | Vainqueur           | C3             | Demi-finales         | Ilya Tsymbalar                                                  | 10                    | Oleg Romantsev                                                      |
| 1999      | 1re         | 1er         | 72          | 30          | 22          | 6           | 2           | 75          | 24          | +51         | Seizièmes de finale | C1             | Phase de groupes     | Andreï Tikhonov                                                 | 19                    | Oleg Romantsev                                                      |
| 2000      | 1re         | 1er         | 70          | 30          | 23          | 1           | 6           | 69          | 30          | +39         | Demi-finales        | C1             | 1re phase de groupes | Egor Titov                                                      | 13                    | Oleg Romantsev                                                      |
| 2000      | 1re         | 1er         | 70          | 30          | 23          | 1           | 6           | 69          | 30          | +39         | Demi-finales        | C3             | Troisième tour       | Egor Titov                                                      | 13                    | Oleg Romantsev                                                      |
| 2001      | 1re         | 1er         | 60          | 30          | 17          | 9           | 4           | 56          | 30          | +26         | Quarts de finale    | C1             | 2e phase de groupes  | Egor Titov Luis Robson                                          | 11                    | Oleg Romantsev                                                      |
| 2002      | 1re         | 3e          | 55          | 30          | 16          | 7           | 7           | 49          | 36          | +13         | Seizièmes de finale | C1             | 1re phase de groupes | Vladimir Bestchastnykh                                          | 12                    | Oleg Romantsev                                                      |
| 2003      | 1re         | 10e         | 36          | 30          | 10          | 6           | 14          | 38          | 48          | -10         | Vainqueur           | C1             | 1re phase de groupes | Roman Pavlioutchenko                                            | 10                    | Oleg Romantsev Vladimir Fedotov Andreï Tchernychov Vladimir Fedotov |
| 2004      | 1re         | 8e          | 40          | 30          | 16          | 8           | 6           | 47          | 26          | +21         | Seizièmes de finale | C3             | Seizièmes de finale  | Roman Pavlioutchenko                                            | 10                    | Nevio Scala Aleksandrs Starkovs                                     |
| 2005      | 1re         | 2e          | 56          | 30          | 16          | 8           | 6           | 47          | 26          | +21         | Seizièmes de finale | CI             | Troisième tour       | Roman Pavlioutchenko                                            | 11                    | Aleksandrs Starkovs                                                 |
| 2006      | 1re         | 2e          | 58          | 30          | 15          | 13          | 2           | 60          | 36          | +24         | Finale              | —              | —                    | Roman Pavlioutchenko                                            | 18                    | Aleksandrs Starkovs Vladimir Fedotov                                |
| 2007      | 1re         | 2e          | 59          | 30          | 17          | 8           | 5           | 50          | 30          | +20         | Demi-finales        | C1             | Phase de groupes     | Roman Pavlioutchenko                                            | 14                    | Vladimir Fedotov Stanislav Tchertchessov                            |
| 2007      | 1re         | 2e          | 59          | 30          | 17          | 8           | 5           | 50          | 30          | +20         | Demi-finales        | C3             | Seizièmes de finale  | Roman Pavlioutchenko                                            | 14                    | Vladimir Fedotov Stanislav Tchertchessov                            |
| 2008      | 1re         | 8e          | 44          | 30          | 11          | 11          | 8           | 43          | 39          | +4          | Seizièmes de finale | C1             | Troisième tour Q     | Nikita Bajenov Welliton Aleksandr Pavlenko Roman Pavlioutchenko | 6                     | Stanislav Tchertchessov Igor Lediakhov Michael Laudrup              |
| 2008      | 1re         | 8e          | 44          | 30          | 11          | 11          | 8           | 43          | 39          | +4          | Seizièmes de finale | C3             | Seizièmes de finale  | Nikita Bajenov Welliton Aleksandr Pavlenko Roman Pavlioutchenko | 6                     | Stanislav Tchertchessov Igor Lediakhov Michael Laudrup              |
| 2009      | 1re         | 2e          | 55          | 30          | 17          | 4           | 9           | 61          | 33          | +28         | Quarts de finale    | C1             | Troisième tour Q     | Welliton                                                        | 21                    | Michael Laudrup Valeri Karpine                                      |
| 2009      | 1re         | 2e          | 55          | 30          | 17          | 4           | 9           | 61          | 33          | +28         | Quarts de finale    | C3             | Phase de groupes     | Welliton                                                        | 21                    | Michael Laudrup Valeri Karpine                                      |
| 2010      | 1re         | 4e          | 49          | 30          | 13          | 10          | 7           | 43          | 33          | +10         | Huitièmes de finale | C1             | Phase de groupes     | Welliton                                                        | 19                    | Valeri Karpine                                                      |
| 2010      | 1re         | 4e          | 49          | 30          | 13          | 10          | 7           | 43          | 33          | +10         | Demi-finales        | C3             | Quarts de finale     | Welliton                                                        | 19                    | Valeri Karpine                                                      |
| 2011-2012 | 1re         | 2e          | 75          | 44          | 21          | 12          | 11          | 68          | 48          | +20         | Huitièmes de finale | C3             | Barrages Q           | Emmanuel Emenike                                                | 13                    | Valeri Karpine                                                      |
| 2012-2013 | 1re         | 4e          | 51          | 30          | 15          | 6           | 9           | 51          | 39          | +12         | Huitièmes de finale | C1             | Phase de groupes     | Dmitri Kombarov                                                 | 7                     | Unai Emery Valeri Karpine                                           |
| 2013-2014 | 1re         | 6e          | 50          | 30          | 15          | 5           | 10          | 46          | 36          | +10         | Huitièmes de finale | C3             | Barrages Q           | Yura Movsisyan                                                  | 16                    | Valeri Karpine Dmitri Gounko (en)                                   |
| 2014-2015 | 1re         | 6e          | 44          | 30          | 12          | 8           | 10          | 42          | 42          | 0           | Huitièmes de finale | —              | —                    | Quincy Promes                                                   | 13                    | Murat Yakin                                                         |
| 2015-2016 | 1re         | 5e          | 50          | 30          | 15          | 5           | 10          | 48          | 39          | +9          | Huitièmes de finale | —              | —                    | Quincy Promes                                                   | 18                    | Dmitri Alenitchev                                                   |
| 2016-2017 | 1re         | 1er         | 69          | 30          | 22          | 3           | 5           | 46          | 27          | +19         | Seizièmes de finale | C3             | Troisième tour Q     | Quincy Promes                                                   | 12                    | Dmitri Alenitchev Massimo Carrera                                   |
| 2017-2018 | 1re         | 3e          | 56          | 30          | 16          | 8           | 5           | 51          | 32          | +19         | Demi-finales        | C1             | Phase de groupes     | Quincy Promes                                                   | 15                    | Massimo Carrera                                                     |
| 2017-2018 | 1re         | 3e          | 56          | 30          | 16          | 8           | 5           | 51          | 32          | +19         | Demi-finales        | C3             | Seizièmes de finale  | Quincy Promes                                                   | 15                    | Massimo Carrera                                                     |
| 2018-2019 | 1re         | 5e          | 49          | 30          | 14          | 7           | 9           | 36          | 31          | +5          | Quarts de finale    | C1             | Troisième tour Q     | Zé Luís                                                         | 10                    | Massimo Carrera Oleg Kononov                                        |
| 2018-2019 | 1re         | 5e          | 49          | 30          | 14          | 7           | 9           | 36          | 31          | +5          | Quarts de finale    | C3             | Phase de groupes     | Zé Luís                                                         | 10                    | Massimo Carrera Oleg Kononov                                        |
| 2019-2020 | 1re         | 7e          | 39          | 30          | 11          | 6           | 13          | 35          | 33          | +2          | Demi-finales        | C3             | Barrages Q           | Jordan Larsson                                                  | 7                     | Oleg Kononov Domenico Tedesco                                       |
| 2020-2021 | 1re         | 2e          | 57          | 30          | 17          | 6           | 7           | 56          | 37          | +19         | Huitièmes de finale | —              | —                    | Jordan Larsson Aleksandr Sobolev                                | 15                    | Domenico Tedesco                                                    |
| 2021-2022 | 1re         | 10e         | 38          | 30          | 10          | 8           | 12          | 37          | 41          | -4          | Vainqueur           | C1             | Troisième tour Q     | Aleksandr Sobolev                                               | 15                    | Rui Vitória Paolo Vanoli                                            |
| 2021-2022 | 1re         | 10e         | 38          | 30          | 10          | 8           | 12          | 37          | 41          | -4          | Vainqueur           | C3             | Huitièmes de finale  | Aleksandr Sobolev                                               | 15                    | Rui Vitória Paolo Vanoli                                            |
| 2022-2023 | 1re         | 3e          | 54          | 30          | 15          | 9           | 6           | 60          | 38          | +22         | Demi-finales        | —              | —                    | Quincy Promes                                                   | 25                    | Guillermo Abascal                                                   |

1. ↑  Ne prend en compte que les statistiques en championnat.